# ماريو ليبي
ماريو ليبي (بالإسبانية: Mario Lepe)‏ هو لاعب كرة قدم ومدرب كرة قدم تشيلي في مركز الوسط، ولد في 25 مارس 1965 في سانتياغو في تشيلي. شارك مع منتخب تشيلي لكرة القدم. أما مع النوادي، فقد لعب مع نادي أونيفرسيداد كاتوليكا.

## وصلات خارجية
- ماريو ليبي على موقع قاعدة بيانات كرة القدم.إي يو (الإنجليزية)
- ماريو ليبي على موقع ناشيونال فوتبول تيمز (الإنجليزية)
- ماريو ليبي على موقع عالم كرة القدم.نت (الإنجليزية)